# Bellota
Bellota is een geslacht van spinnen uit de familie springspinnen (Salticidae).

## Soorten
De volgende soorten zijn bij het geslacht ingedeeld:
- Bellota fascialis Dyal, 1935
- Bellota formicina (Taczanowski, 1878)
- Bellota livida Dyal, 1935
- Bellota micans Peckham & Peckham, 1909
- Bellota modesta (Chickering, 1946)
- Bellota peckhami Galiano, 1978
- Bellota violacea Galiano, 1972
- Bellota wheeleri Peckham & Peckham, 1909
- Bellota yacui Galiano, 1972